# Взятие Шумшу
Взятие острова Шумшу, также десант на остров Шумшу, — первое и решающее событие в ходе всей Курильской операции, начавшееся 17 августа 1945 года. Хотя Япония согласилась принять условия капитуляции во Второй мировой войне ещё 15 августа, приказ об этом до японских частей доведён не был, и японские вооруженные силы по-прежнему продолжали сопротивление. 15 августа советское командование решило высадить десант на остров Шумшу. Операция заняла 5 дней и завершилась 23 августа успешно для СССР, xотя сражение за Шумшу — единственная операция советско-японской войны, в которой советские войска понесли больше потерь убитыми и ранеными, чем японцы. 24 августа советские силы приступили к занятию более южных курильских островов.

## Предпосылки
В 1875 году по Петербургскому договору Курильские острова отошли к Японской империи. После того как Япония получила во владение островную гряду протяжённостью более 1200 км, Российская империя фактически лишилась выхода к Тихому океану. Японской империей, имперские амбиции которой продолжали увеличиваться, получена возможность в любой удобный для неё момент начать морскую блокаду Сахалина и всего дальневосточного побережья Российской империи, чем она воспользовалась в войне 1904—1905 годов. Тогда японские солдаты с острова Шумшу высадились на Камчатке. Расположение острова в опасной близости от Камчатки держало СССР в постоянном напряжении. Ситуация обострилась в годы Великой Отечественной войны.

## Силы и средства сторон

### Японские
Шумшу, второй по северности остров архипелага, расположенный всего в 6,5 милях (около 12 километров) от южного побережья Камчатки, был укреплённым. Там дислоцировались 73-я пехотная бригада 91-й пехотной дивизии, 31-й полк ПВО, крепостной артиллерийский полк, 11-й танковый полк (без одной роты), гарнизон военно-морской базы Катаока, аэродромная команда, 2 отряда морской пехоты (рикусентай) — 51-й (942 человек) 52-й (333 человек) с 16 танками «Ка-Ми», два отдельных минометных батальона, 18-й и 19-й, вооруженные тяжелыми реактивными установками, отдельные подразделения. Глубина инженерных сооружений противодесантной обороны составляла 3—4 км, на острове насчитывалось 34 бетонных артиллерийских дота и 24 дзота, 310 закрытых пулемётных точек, многочисленные подземные укрытия войск и военного имущества глубиной до 50 метров. Оборонительные сооружения были соединены ходами сообщения в единую оборонительную систему. Гарнизон Шушму составлял 8500 человек, свыше 100 орудий всех систем, 77 танков. Все военные объекты были замаскированы, имелось большое количество ложных укреплений. Значительная часть этих укреплений советскому командованию известна не была (согласно свидетельствам, добытым участниками операции, укрепления возводились в том числе руками китайских военнопленных, которых по завершении работ японцы для сохранения тайны уничтожали). Гарнизон Шумшу мог быть усилен войсками с соседнего и также сильно укреплённого острова Парамушир (там находилось свыше 13 000 войск).

### Советские

#### Силы десанта
Силы десанта в целом формировались из 101-й стрелковой дивизии Камчатского оборонительного района, входившего во 2-й Дальневосточный фронт: два усиленных стрелковых полка, лёгкий артиллерийский полк, истребительный противотанковый дивизион, батальон морской пехоты, сводная рота 60-го морского пограничного отряда. Всего — 8824 человека, 95 орудий, 123 миномёта, 120 станковых и 372 ручных пулемёта. Десант был сведён в передовой отряд и два эшелона главных сил.

#### Корабельные силы
Корабельные силы, в том числе: минный заградитель «Охотск», два сторожевых корабля («Дзержинский» и «Киров»), четыре тральщика, два катера-тральщика, плавучая база, восемь сторожевых катеров, два торпедных катера, подводная лодка, гидрографическое судно «Полярный», 17 транспортных и 16 десантных судов ЛКИ, полученных из США по ленд-лизу, 2 самоходные баржи — всего 64 единицы. Их свели в четыре отряда: отряд транспортов и высадочных средств (14 транспортов и 24 судна разных типов, в числе которых 16 десантных судов), отряд охранения (8 сторожевых катеров), отряд траления (6 тральщиков и катеров-тральщиков) и отряд кораблей артиллерийской поддержки (минный заградитель «Охотск», сторожевые корабли «Киров» и «Дзержинский»). Десант должна была поддерживать 128-я смешанная авиационная дивизия.

## Боевые действия

### Выдвижение кораблей
Вечером 16 августа 1945 года командующий Тихоокеанским флотом приказал приступить к десантной операции. К 17 часам 17 августа суда с десантом вышли в океан из Петропавловска-Камчатского под прикрытием истребителей и подводной лодки. Ночной переход они осуществляли в тумане.

### Высадка 18 августа
В 2 часа 38 минут 18 августа береговая советская батарея с мыса Лопатка на побережье Камчатки открыла огонь и вела его до 4 часов 50 минут. В 4 часа 22 минуты началась высадка передового отряда десанта (батальон морской пехоты (без роты), пулемётная и миномётная роты, роты автоматчиков и противотанковых ружей, сапёрная рота, взвод химической разведки, взвод пешей разведки) под командованием заместителя командира 138-го стрелкового полка майора Шутова. Всего в передовом отряде 1363 человека. Сразу вскрылась недостаточная разведка — дно в районе высадки оказалось с крупными подводными камнями, подход плавсредств вплотную к берегу был затруднён. Перегруженные десантные суда останавливались далеко от берега и десантники с тяжёлым снаряжением вынуждены были добираться до берега частично вплавь при океанском прибое. Некоторые при этом тонули.
Только через час японцы обнаружили высадку десанта и открыли огонь по подходящим десантным судам с подразделениями 1-го эшелона (138-й стрелковый полк). Насколько неожиданен был для японцев советский десант, можно судить по тому, что их передовые траншеи были не заняты, и передовой отряд майора Шутова, застав японцев врасплох, продвинулся вперёд до 2 км без особого сопротивления.
Противник, обнаружив десант, открыл по нему сильный артиллерийский огонь с батарей с мысов Кокутан-Саки и Котомари-Саки и танкера «Мариуполь» (советское судно, севшее на мель у острова Шумшу ещё до начала военных действий и превращённое японцами в батарею).
К 9 часам 18 августа высадка первого эшелона основных сил десанта (138-й стрелковый полк [были включены 3 артиллерийских дивизиона, включая противотанковый, но высажены вначале только 4 45-мм пушки], рота противотанковых ружей) завершена, десантом захвачены две высоты, господствующие над местностью. Однако с 11-12 часов противодействие японцев резко возросло. Начаты мощные японские контратаки при поддержке танков. Бой стал очень ожесточённый, дойдя до рукопашных. Многие позиции и сопки несколько раз переходили от японцев к советским частям и обратно, тогда совершены подвиги старшины 1-й статьи Н. А. Вилкова и краснофлотца П. И. Ильичёва, закрывших собой амбразуры японских дотов. В этом бою обе стороны понесли бо́льшую часть потерь. Японцы усиливали части на Шумшу за счёт их переброски с Парамушира. Трудности десанта усугублялись выходом из строя 21 из 22 радиостанций, из-за чего временами терялось управление боем со стороны советского командования.
После полудня японцы начали решающие атаки, бросив в них танки танкового полка. С большими потерями они продвинулись, но не смогли сбросить десант в море. Основная часть танков уничтожена гранатами и огнём противотанковых ружей. Из 60 танков до 40 уничтожили или повредили (японцы признали потерю только 27 танков), в этом бою командир танкового полка погиб. Но это далось дорогой ценой — около 200 десантников потеряно погибшими.
Японские орудия начали вести сильный огонь по подходящим к берегу кораблям со следующими подразделениями десанта и нанесли значительные потери советским судам. Они потопили или уничтожили у берега от 4-5 (ДС-1, ДС-5, ДС-9, ДС-43, ДС-47) до 7 десантных судов (ДС-1, ДС-3, ДС-5, ДС-8, ДС-9, ДС-43, ДС-47), 1 пограничный катер П-8 (погибло 5 членов экипажа и 6 ранено) и 2 малых катера, повреждены 7-8 десантных судов (ДС-2, ДС-4, ДС-7, ДС-8, ДС-10, ДС-48, ДС-49, ДС-50) и 1 грузовой транспорт. В экипажах десантных судов были большие потери. Также корабли атаковали японские самолёты, но без значительных успехов (от близких разрывов бомб незначительно повреждён с ранениями двух членов экипажа сторожевой корабль «Киров»), но 2 самолёта при этом сбиты зенитным огнём наших кораблей.
Под японским огнём советские корабли тем не менее высаживали десантников основных сил десанта. Крайне неблагоприятно на ходе боя сказалось невозможность усиления десанта артиллерией — вначале не было плавсредств для выгрузки орудий с кораблей и доставки их на берег. Японское командование также спешно перебрасывало на Шумшу подкрепления с Парамушира.
В 18 часов части десанта перешли в решительную атаку на господствующую высоту 171 при поддержке огня всех корабельных орудий. Бой вновь принял крайне жестокий характер, трижды бойцы врывались на японские позиции и дважды японцы в контратаках оттесняли их оттуда. Бой изобиловал рукопашными схватками. Тем не менее, к 20 часам советские части окончательно отбросили японские войска с высоты и плотно закрепились на ней.
Второй эшелон десанта — 373-й стрелковый полк — высадили к вечеру. Также ночью был построен временный причал для приема новых кораблей с орудиями и боеприпасами. Удалось доставить на берег 11 орудий, много боеприпасов и взрывчатки.
С наступлением темноты бой продолжался, причём по опыту Великой Отечественной войны основная ставка была сделана на действия усиленных штурмовых групп. Именно тогда советские войска достигли значительного успеха — противник не мог вести прицельный огонь и штурмовые группы овладели ночью сразу несколькими укреплёнными позициями. Наиболее сильно укреплённые артиллерийские и пулемётные ДОТы включённые в состав штурмовых групп сапёры взорвали с их гарнизонами или искусно произведёнными взрывами наглухо завалили их амбразуры.
Полёты советских самолётов были затруднены из-за тумана, боевые вылеты они совершали (около 350 вылетов), но исключительно по японской обороне в глубине и по острову Парамушир.
День 18 августа стал самым яростным днём операции. Обе стороны понесли большие потери. Советские войска потеряли около 400 убитыми, 123 пропавшими без вести (в основном утонувшие при высадке), 716 ранеными. В боях было потеряно (а особенно много утоплено при высадке первого отряда десанта под огнём) 6 орудий, 116 миномётов, 106 противотанковых ружей, 294 пулемёта, много стрелкового вооружения. Японцы потеряли 139 убитыми, 141 ранеными, захвачено 139 пленных и 3 батареи противника, уничтожено 10 орудий.

### Бои 19 августа
Продвижение десанта продолжилось с большими трудностями, но уже без такой ожесточённости, как 18 августа. Десантные части перешли к последовательному подавлению огневых точек японцев массированным артиллерийским огнём. Потери десантников значительно снизились, как и темп наступления. Около 18 часов японский командующий на Курильских островах прислал к командовавшему десантными силами генерал-лейтенанту П. И. Дьякову парламентёра с документом—предложением начать переговоры о капитуляции. Бои с этого времени приостановлены.
В этот день японский самолёт (иногда указывается — лётчик-камикадзе) у острова Шумшу потопил катер-тральщик КТ-152.

### Бои 20 августа
20 августа в 6 часов отряд советских кораблей — минный заградитель «Охотск», 2 сторожевых корабля типа «Киров», тральщик, транспорт «Емельян Пугачёв» и гидрографическое судно «Полярный», пошёл в ВМБ Катаока на Шумшу для принятия капитуляции японцев, но по нему начат артиллерийский обстрел с Шумшу и Парамушира. Минный заградитель (минзаг) «Охотск» и сторожевой корабль (СКР) «Киров» получили попадания нескольких 75-мм снарядов (на «Охотске» убито 3 и ранены 12 человек, на «Кирове» ранены двое). Минзаг и СКР вынуждены открыть ответный огонь и отойти в море. В ответ командующий десантной операцией генерал-лейтенант П. И. Дьяков приказал возобновить продвижение на острове Шумшу и авиации нанести бомбовые удары по Парамуширу. После сильной артиллерийской подготовки десантники прошли 5-6 километров, после этого быстро прибыла новая японская делегация с согласием на капитуляцию.

### Боевые действия 21 — 22 августа
Японцы затягивали переговоры и капитуляцию гарнизона на Шумшу. Ставка Верховного Главнокомандования приказала перебросить на остров Шумшу с Камчатки 2 стрелковых полка, к утру 23 августа полностью занять Шумшу и начать десант на Парамушир. Один советский самолёт демонстративно бомбардировал на острове японские батареи.

### Капитуляция японцев на Шумшу и десанты на северные Курильские острова
23 августа японский командующий на северных Курильских островах генерал-лейтенант Цуцуми Фусаки согласился с условиями капитуляции, сдался в плен сам и приказал отвести японские части на сборные пункты для сдачи в плен. На острове Шумшу пленили (с учётом захваченных пленных в боях) 526 офицеров, в том числе 1 генерал, 11 700 унтер-офицеров и солдат. Захвачено военное имущество — 57 пушек и гаубиц, 9 зенитных пушек, 214 лёгких пулемётов, 123 тяжёлых пулемёта, 20 зенитных пулемётов, 7420 винтовок, около 15 уцелевших танков, 7 самолётов. 23 августа без сопротивления также сдался сильный гарнизон острова Парамушир: около 8000 солдат и офицеров (74-я пехотная бригада 91-й пехотной дивизии, 18-й и 19-й дивизионы мортир, одна рота 11-го танкового полка), до 50 пушек и гаубиц и 17 средних и лёгких танков под командованием командира 74-й пехотной бригады генерал-майора Ивао Сугино.

### Итоги десанта и потери сторон
Операция на Шумшу была единственным сражением советско-японской войны, в которой советские силы понесли больше потерь убитыми и ранеными, чем японцы: советские части потеряли 416 убитых, 123 пропавших без вести (в основном утонувших во время высадки), 1028 раненых, в общем — 1567 человек. В том числе потери Тихоокеанского флота составили 290 убитыми и пропавшими без вести, 384 — ранеными (в том числе экипажи кораблей — 134 убитыми и пропавшими без вести, 213 ранеными; батальон морской пехоты в бою за Шумшу — 156 убитыми и пропавшими без вести, 171 ранеными). Японцы потеряли 1018 военнослужащих убитыми и ранеными, из них 369 — убитыми. До настоящего времени как напоминание о войне на острове сохраняется огромное количество брошенной японской военной техники.

### Продолжение
С 24 августа десантники на судах Тихоокеанского флота приступили к занятию остальных Курильских островов. Острова от Парамушира до Онекотана включительно занимали десанты с судов Камчатской военно-морской базы и Камчатского оборонительного района, участвовавшие в боях за Шумшу. Перевозки производили в неблагоприятных метеоусловиях — при штормах и частых туманах. 24 августа на Парамушире высажены 198-й стрелковый полк и 7-й отдельный батальон. 25 августа перед советскими десантниками без боёв капитулировали гарнизоны островов Анциферова (яп. Сиринки-то), Маканруши (яп. Маканру-то), Онекотан, Матуа (яп. Мацува) (3 795 человек). Некоторые гарнизоны (например, с острова Симушир) успели вывезти в Японию.

### Видео
- Иводзима по-русски